# اللصوص (رواية)
اللصوص (بالإنجليزية: The Reivers)، هي آخر رواية للمؤلف الأمريكي ويليام فوكنر الحائز على جائزة نوبل في الاداب سنة 1949. نشرت في 1962 بعد وفاته وبذلك تعد خاتمة أعماله وقد حازت على جائزة بوليتزر عن فئة الأعمال الخيالية في عام 1963. سبق أن نال فولكنر هذه الجائزة عن كتابه «حكاية رمزية»، ما جعله واحدًا من المؤلفين الأربعة الذين نالوا الجائزة أكثر من مرة. نقلتها للغة العربية خالدة سعيد عن دار مجلة شعر سنة 1963.
على عكس العديد من أعماله السابقة، فقد سرد في هذه الرواية بطريقة مباشرة وبسيطة مع تجنب التراكيب الأدبية المعقدة التي عُرفت بها أكثر أعماله شهرة. إنها رواية بيكارسكية، وعلى هذا النحو قد تبدو سريعة ومرحة بطريقة غير مميزة بالنظر إلى موضوعها. لهذه الأسباب، غالبًا ما تجاهل زملاء فولكنر رواية «اللصوص» أو اعتبروها عملًا أقل من باقي الأعمال. كان قد أشار في السابق إلى كتابته «الكتاب الذهبي لمقطعة يوكناباتا» والذي أنهى معه مسيرته الأدبية. من المحتمل أن يكون المقصود برواية «اللصوص» هو هذا «الكتاب الذهبي».
الرواية تتناول الصراع بين نظرة الطفل المثالية للعالم وبين الواقع القاسي الذي يواجهه.

## نبذة
تجري أحداث القصة الأساسية لـ«اللصوص» في ولاية ميسيسيبي الجنوبية، مطلع القرن العشرين. وهي حقبة شهدت بداية ظهور السيارة وتطور المدن، كما شهدت أواخر مرحلة العبودية القانونية. تروي قصة صبي صغير يدعى لوسيوس بريست (من أقارب عائلة مكاسلين/ إدموندز الذين كتب عنهم فولكنر في مجموعته القصصية «اهبط يا موسى») برفقة صديق العائلة والموظف لحمايته وحارسه الشخصي بون هوجانبيك، إلى مدينة ممفيس، حيث كان بون يأمل بالزواج من بائعة الهوى «الآنسة كوري»، والتي كان يتردد عليها عندما يملك المال. نظرًا لعدم امتلاك بون وسيلة نقل للوصول إلى ممفيس، اتجه إلى سرقة ونهب (وبالتالي سُميت الرواية «الناهبون») سيارة جد لوسيوس، وهي أول سيارة في مقاطعة يوكناباتا. اكتشفوا بعد ذلك، أن نيد مكاسلين، رجل أسود يعمل مع بون في إسطبلات أحصنة جد لوسيوس، هو من ساعدهم للسفر بعيدًا (يعد نيد أيضًا من عائلة الكهنة).
عند وصولهم إلى ممفيس، أقام بون ولوسيوس في بيت الدعارة حيث تعيش وتعمل الآنسة كوري، بينما اختفى نيد في الجزء الأسود والغامض من المدينة. عاد نيد بعد فترة قصيرة، بعد أن قايض السيارة من أجل المراهنة في سباق خيول. تنقلب حياة بيت الدعارة رأسًا على عقب ببقائهم هناك، في نفس الوقت الذي كان فيه ابن أخ الآنسة كوري هناك والذي ذهب للحصول على بعض الخبرة في مجاله. تدير الآنسة ريبا بيت الدعارة، وهي امرأة صارمة وناضجة، وظفت السيد بنفورد في منصب المدير العام. ربما تكون الآنسة ريبا هي نفس الشخصية التي ظهرت في رواية فولكنر السابقة.
يتضمن الجزء المتبقي من القصة محاولات نيد للمشاركة في الرهان على سباق الخيل من أجل كسب ما يكفي من المال لمساعدة قريبه وشراء السيارة مرة أخرى، ومغازلة بون مع الآنسة كوري (اسمها الحقيقي هو إيفرب كورينثيا). لوسيوس، صبي صغير من مدينة ممفيس، ثري ولديه العديد من الحراس الشخصيين. كانت هذه أول مرة يتواصل فيها مع العالم السفلي من المجتمع. ينطوي جزء كبير من الرواية على محاولة لوسيوس في التوفيق بين رؤيته المتميزة والمثالية للحياة مع الواقع الذي يواجهه في هذه الرحلة، والتي صورت في صراعه بين الفضيلة وغير الفضيلة. يلتقي ببائعات الهوى كبارًا منهم وصغارًا، مستعجبًا من عجزهن في ذلك المجتمع. يلتقي بأوتيس، ابن شقيق كوري، وهو فتى أكبر من لوسيوس ببضع سنوات ويعمل حارسًا له ويجسد أسوأ جوانب الإنسانية. إنه يحطّ من مكانة النساء ولا يحترم أحدًا ويبتزّ أصحاب بيت الدعارة ويسرقهم ويلعنهم.

## الشخصيات
لوسيوس بريست:  صبي من عائلة مرموقة. يصارع للتوفيق بين رؤيته المثالية للحياة والواقع الذي يواجهه.
بون هوجانبيك:  حارس لوسيوس الشخصي وصديق العائلة. رجل بسيط يبحث عن الحب والاستقرار.  يأمل في الزواج من الآنسة كوري.
الآنسة كوري (إيفرب كورينثيا): بائعة هوى، تعمل في بيت الدعارة.
نيد مكاسلين: رجل أسود يعمل في إسطبلات أحصنة جد لوسيوس. يساعد بون ولوسيوس في رحلتهم. ويحاول المشاركة في الرهان على سباق الخيل لكسب المال.
الآنسة ريبا: مديرة بيت الدعارة، تتميز بالصرامة وقد وظفت السيد بنفورد كمدير عام.
السيد بنفورد: المدير العام في بيت الدعارة.
أوتيس: ابن شقيق الآنسة كوري. أكبر سنا من لوسيوس ببضع سنوات، يعمل حارسًا له. شخصية سلبية، يحط من مكانة النساء، ولا يحترم أحدًا، يبتز ويسرق ويلعن.

## الأسلوب
ابتدع الكاتب أسلوبا روائيا خاصا، يعتمد على تيار الوعي، ويعالج موضوعات محلية ذات طابع شمولي إنساني. ينفذ إلى أعماق العقل الجنوبي، مبتعدًا عن الواقعية التي تنقل الصور المطابقة للأصل.

## التأثير
- فيلم اللصوص (1969) ، فيلم أمريكي من إخراج مارك ريدل وبطولة ستيف ماكوين وروبرت كروس وشارون فاريل وويل غير[13][14].